# Te Rangi Hīroa

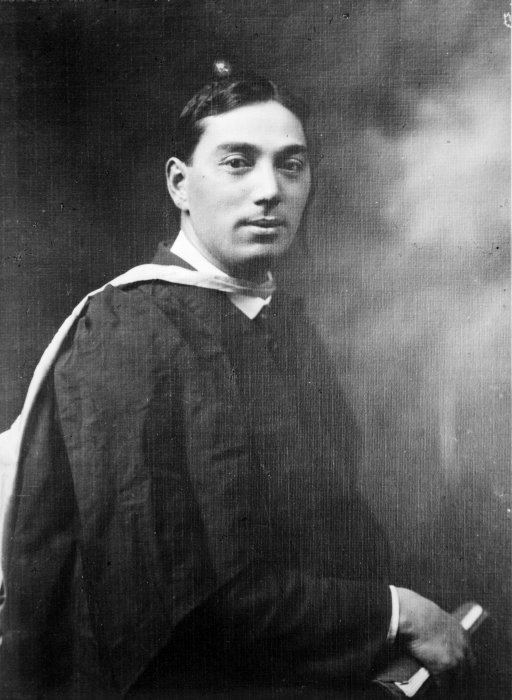
Te Rangi Hīroa, 1904

Sir Te Rangi Hīroa KCMG, DSO (* Oktober 1877 in Urenui, Neuseeland; † 1. Dezember 1951 in Honolulu), in Neuseeland auch unter Sir Peter Henry Buck bekannt, war ein prominenter neuseeländischer Sportler, Chemiker, Arzt, Politiker und Anthropologe.

## Frühes Leben
Peter war das einzige Kind von William Henry Buck. Er wurde aufgezogen von seinem Vater und dessen Frau Ngarongo-ki-tua, die allerdings nicht seine leibliche Mutter war. Entsprechend ortsüblichem Brauch (wenn ein Ehepaar keine Kinder bekommen konnte) hatte sich Ngarongos Verwandte Rina als biologische Mutter zur Verfügung gestellt. Sie starb bald nach Peters Geburt.
Peter Buck stammt mütterlicherseits vom Māori-Stamm der Ngāti Mutunga aus der Region Taranaki ab. Dessen Stammesälteste ehrten ihn mit dem Namen eines berühmten Vorfahren: Te Rangi Hīroa. 
Väterlicherseits ist Buck britischer und irischer Abstammung. Er wuchs zwar in europäisch geprägter Umgebung auf, erlernte aber durch die Mutter und ihre Verwandten auch die Sitten und Gebräuche sowie die maorische Sprache. Die Mutter starb 1892.

## Studium und Arzt
Ab 1899 studierte Buck an der University of Otago Medizin und Chemie. Während dieser Zeit beeindruckte er auch als Sportler, war beispielsweise in den Jahren 1900 und 1903 Neuseelandmeister im Weitsprung. Er schloss 1904 das Studium ab und heiratete 1905 die Irin Margaret Wilson.
Im November 1905 begann er unter Māui Pōmare als Arzt für die Māori zu arbeiten, zunächst im Süden der Nordinsel, später im Northland. Die Zusammenarbeit mit Pōmare war sehr erfolgreich.

## Parlament und Krieg

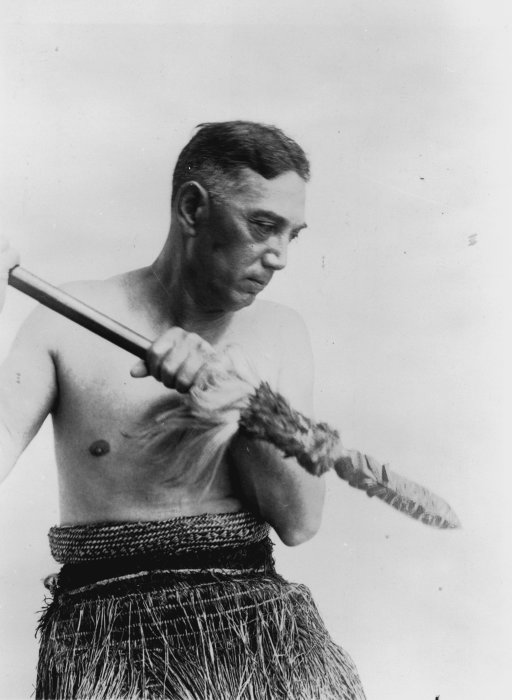
Te Rangi Hīroa mit taiaha (Speer), um 1930

1909 starb plötzlich Hone Heke Ngapua, Abgeordneter des neuseeländischen Parlaments für die Māori der Northland-Region. Buck wurde als Ersatz vorgeschlagen, akzeptierte und wurde Mitglied des Native Affairs Committee. Allerdings lehnte er 1914 eine Wiederwahl ab und verließ das Parlament. Zu dieser Zeit lag sein Interesse auf den Menschen der pazifischen Inseln, und er arbeitete kurzzeitig als Arzt auf den Cookinseln und auf Niue.
Während des Ersten Weltkriegs unterstützte Buck die Rekrutierung von Māori, die freiwillig der Armee beitreten konnten. Er wurde als Sanitätsoffizier 1915 in den Nahen Osten versetzt, nahm an der Schlacht von Gallipoli teil und wurde mit dem DSO ausgezeichnet. Später kämpfte er in Frankreich und Belgien, bevor er 1918 zum No. 3 New Zealand General Hospital in Codford, England versetzt wurde.
Nach seiner Rückkehr nach Neuseeland war Buck zunächst Chief Maori Medical Officer und 1921 Direktor der Maori Hygiene Division des Gesundheitsministeriums.

## Anthropologie
Bucks Interesse für die polynesische Anthropologie machte ihn ab den späten 1920ern zum führenden Experten für die Kultur der Māori. 1926 wurde ihm vom Bernice P. Bishop Museum auf Hawaii eine Fünfjahres-Forschungsstelle angeboten, die er annahm. Dadurch konnte er seine Forschungen auf weitere polynesische Völker ausdehnen. Er wurde sowohl auf Hawaii als auch in den Vereinigten Staaten als Dozent geschätzt und erhielt zahlreiche akademische Auszeichnungen. Von 1932 bis 1933 war Buck Gastprofessor für Anthropologie an der Yale University.
1946 wurde er zum Knight Commander des Order of St. Michael and St. George ernannt, was statutengemäß auch die Erhebung in den britischen Adelsstand bedeutete. Sir Peter Buck erhielt auch Schwedens höchste Auszeichnung, den Nordstern-Orden.
Trotz langjähriger Abwesenheit engagierte sich Buck auch aus der Ferne weiterhin für das Gesundheitswesen der Māori. Zuletzt besuchte er, bereits krebskrank, Neuseeland im Jahr 1949. Er starb am 1. Dezember 1951 in Honolulu. Seine Asche wurde an seinem Geburtsort Urenui beigesetzt.

## Werke
- Ethnology of Mangareva, Bernice P. Bishop Museum Bulletin No. 157, Honolulu 1938. 519 pp.
- Vikings of the Sunrise, Frederick A. Stokes Company, 1938 - 335 Seiten. 
Reprint: Whitcombe and Tombs, Christchurch 1975. ISBN 0-7233-0021-6
- Les migrations des Polynesiens. Les Vikings du soleil levant. Payot, Paris 1952.
- Explorers of the Pacific: European and American discoveries in Polynesia (Bernice P. Bishop Museum Special Publication; 43), Honolulu, HI.: Bernice P. Bishop Museum 1953 Online
- Arts and Crafts of Hawaii, Bishop Museum Press 1964 - 606 Seiten. ISBN 0-910240-34-5

## Te Rangi Hīroa Medaille
1997 führte die Royal Society of New Zealand die Te Rangi Hīroa Medaille ein, um Leistungen in den Sozial- und Wirtschaftswissenschaften zu ehren. Sie wird alle zwei Jahre verliehen.